# Dones sota la lluna
Dones sota la lluna (títol original: Moonlight and Valentino) és una pel·lícula estatunidenca dirigida per David Anspaugh, estrenada l'any 1995. Ha estat doblada al català.

## Argument
Mentre espera que el seu marit torni del treball, Rebecca Lott rep la terrible notícia que ha mort atropellat per un autobús. Quatre dones intentaran consolar-la: Sylvie, la seva millor amiga i veïna, la seva madrastra Alberta i la seva germana petita Lucy. Tot i això, per Rebecca serà molt molt dur acceptar la seva nova condició de vídua.

## Repartiment
- Elizabeth Perkins: Rebecca Trager Lott
- Whoopi Goldberg: Sylvie Morrow
- Shadia Simmons: Jenny Morrow
- Erica Luttrell: Drew Morrow
- Matthew Koller: Alex Morrow
- Gwyneth Paltrow: Lucy Trager
- Kathleen Turner: Alberta Trager
- Josef Sommer: Thomas Trager
- Jon Bon Jovi: el pintor
- Jeremy Sisto: Steven
- Judah Katz: Marc
- Julian Richings: Perruquer